# Graña de Guiar
Graña de Guiar ist ein Weiler in der Gemeinde Vegadeo der autonomen Region Asturien in Spanien.

## Geographie
Graña de Guiar ist ein Weiler mit 23 Einwohnern (2011) und einer Fläche von 5,55 km². Die nächste größere Ortschaft ist Vegadeo, der neun Kilometer entfernte Hauptort der gleichnamigen Gemeinde. Der Weiler gehört zu dem Parroquia Guiar.

## Klima
Angenehm milde Sommer mit ebenfalls milden, selten strengen Wintern. In den Hochlagen können die Winter durchaus streng werden.

## Sehenswertes
- Casa de la Rúa
- Casa Villamil